# 로모노소프 (도시)
로모노소프(러시아어: Ломоно́сов, 핀란드어: Kaarosta)는 레닌그라드주의 도시이다. 상트페테르부르크에서 서쪽으로 39km지점에 위치하고 핀란드만의 남해안에 위치한 도시이고, 코틀린섬의 크론슈타트시에서 가깝다. 인구는 4만2,000명(1992년)이다.
이전에는 오라니옌바움(Ораниенбаум, 독일어로 "오렌지 나무"라는 뜻)으로 불리고 있었다. 이것은 원래 황실 궁전의 식물원을 부른 이름이었다.
1948년에 과학자 미하일 로모노소프를 기념하기 위해 로모노소프로 개칭했다.
1707년 표트르 대제는 충신 알렉산드르 멘시코프에게 부근의 토지를 주었다. 멘시코프는 1710년부터 1727년에 걸쳐 여기에서 큰 궁전을 건설했다. 1762년에는 에카테리나 2세가 별장을 건설했다.
오라니옌바움은 작곡가 이고리 스트라빈스키의 출생지이다.

## 자매 도시
- 핀란드 올란드 제도 마리에함
- 미국 매사추세츠주 프레이밍햄
- 미국 워싱턴주 애나코티스
- 독일 헤센주 오버우어젤